# Animus meminisse horret
Animus meminisse horret (hrv. Duša se ježi i na pomisao) latinski je izraz koji se nalazi u Vergilijevoj Eneidi (II, 12).
Izraz izgovara Eneja kada započinje svoju bolnu priču o Trojanskom ratu. Koristi se prilikom prepričavanja dramatičnog događaja, čije sjećanje izaziva tjeskobu.